# Симфонія № 7 (Малер)
Симфонія № 7, мі мінор , іноді називана «Нічна пісня» (нім. Lied der Nacht) — симфонія Густава Малера,  написана у 1904–1906 роках, вперше виконана 19 вересня 1908 року в Празі.
Симфонія складається з п'яти частин загальною тривалістю близько 80 хвилин:
1. Langsam – Allegro risoluto, ma non troppo;
2. Nachtmusik (I): Allegro moderato. Molto moderato (Andante);
3. Scherzo: Schattenhaft. Fließend aber nicht schnell - The German marking means Shadowy. Flowing but not fast;
4. Nachtmusik (II): Andante amoroso
5. Rondo-Finale.

Написана для великого симфонічного оркестру, стандартний потрійний склад духових.